# チムニー・ロック (ノースカロライナ州)
チムニー・ロック (Chimney Rock ) はアメリカ合衆国ノースカロライナ州ラザーフォード郡の村である。2000年の国勢調査によると人口175人。現在のチムニー・ロック州立公園である山の頂上の露出した大きな花崗岩に因んで地名が名付けられた。

## 地理
北緯35度26分27秒 西経82度15分10秒 / 北緯35.44083度 西経82.25278度 (35.440706, -82.252642)に位置している。
アメリカ合衆国国勢調査局によると総面積は2.8平方マイル (7.3 km2)で全て土地である。町境はレイク・ルーアと接している。

## 人口動態
2000年の国勢調査によると、人口175人、74世帯、50家族が在住。人口密度は24.4/km2(63.3/mi2)。27.9/km2(72.3/mi2)の平均的な密度に200軒の住宅が建っている。この都市の人種的な構成は白人94.86%、ネイティブ・アメリカン0.57%、その他の人種2.29%、及び混血2.29%である。人口の4.00%はヒスパニックまたはラテン系である。
74世帯のうち、25.7%が18歳未満の子供と一緒に生活しており、58.1%は夫婦で生活している。5.4%は未婚の女性が世帯主であり、31.1%は結婚していない。21.6%は1人以上の独身の居住者が住んでおり、8.1%は65歳以上で独身である。1世帯の平均人数は2.36人であり、結婚している家庭の場合は、2.80人である。
人口の21.7%が18歳未満で、6.3%が18歳から24歳、30.3%が25歳から44歳、25.7%が45歳から64歳、16.0%が65歳以上である。平均年齢は39歳である。女性100人に対し、118.8人が男性である。18歳以上の女性100人に対し、110.8人が18歳以上の男性である。
この都市の世帯ごとの平均的な収入は29,583USドルであり、家族ごとの平均的な収入は29,583USドルである。男性は28,250USドルに対して女性は22,813USドルの平均的な収入がある。この都市の一人当たりの収入(per capita income) は17,142USドルである。人口の14.7%及び家族の15.8%は貧困線以下である。全人口のうち18歳未満の11.1%及び65歳以上の20.0%は貧困線以下の生活を送っている。

## トリビア
マイケル・マン監督、ジェイムズ・フェニモア・クーパー作の映画『ラスト・オブ・モヒカン』のクライマックス・シーンはチムニー・ロック州立公園の小道に沿って撮影された。
また、スティーヴン・キングの小説『ファイアスターター』の映画化『炎の少女チャーリー』の一部もここで撮影された。